# Мартина (императрица Византии)
Марти́на (Μαρτίνα,; ок. 598, Сирия — ок. 641, Родос) — византийская императрица, вторая супруга императора Ираклия I, являлась дочерью его сестры Марии.

## Жизнеописание
Происходила из армянского знатного рода. Дочь Мартина и Марии (дочери Ираклия Старшего, экзарха Африки). Родилась около 595 года. По разным сведениям вышла замуж за своего дядю императора Ираклия в 613 или 615 году, после того как Евдокия, первая жена Ираклия, умерла в 612 году от эпилепсии. Этот брак, по кодексу принятому на Халкидонском соборе и в соответствии с Кодексом Феодосия был незаконным, против выступили церковнослужители и население Константинополя. Однако константинопольский патриарх Сергий I обвенчал Мартину с императором. После этого она получила титул Августы.
Молодая жена оказывала немалое влияние на императора, которого сопровождала в 620-х и 630-х годах в военных кампаниях против Персии и Арабского халифата. Мартина благодаря давлению на мужа, заставила его отказать своему старшему сыну Константину III, как преемнику трона. 4 июля 638 года 12-летний Ираклий II, являвшейся младшим сыном императора, был объявлен наследником.
11 февраля 641 года император Ираклий умер. С этого момента вдова Мартина стала регентшей империи при малолетнем императоре, хотя и была вынуждена делить правления с Константином III, который объявлен соправителем вместе с Ираклием II согласно завещанию императора Ираклия. Мартина же, согласно завещанию, была удостоена чести быть императрицей и матерью обоих. 25 мая 641 года Константин III умер от туберкулеза. В городе распространялись слухи о причастности Мартины к смерти соправителя.
Перед смертью Константин III успел назначить своего 11 летнего сына Константа II соправителем, однако Мартина заставила сенат признать только Ираклия II наследником власти. В то же время под её влиянием константинопольский патриарх Пирр I возобновил политику монофелитства.
14 сентября 641 года жители столицы при подстрекательстве знати и Сената восстали против Мартины и ворвались в императорский дворец. Императрице вырвали язык, а ее сыну соправителю Ираклию II — нос, после чего они подверглись ссылки на остров Родос. Здесь они вскоре либо умерли, либо были убиты. Таким образом в империи произошёл переворот, и власть была передана Константу II, несовершеннолетнему сыну Константина III.

## Семья
Супруг — Ираклий I, император
У Мартины и Ираклия было по меньшей мере 10 детей, однако данные разнятся в источниках и не однозначны:
- Константин (615—631)
- Фабий (616—631)
- Феодосий (622—640)
- Ираклий II (626—641), император
- Давид (630—641)
- Мартин (632—641)
- Августина (634—д/н)
- Анастасия (636—д/н)
- Феврония

Из них как минимум двое были инвалидами, что рассматривалось как наказание за незаконность брака и могло быть следствием инцеста.